# Lista över medlemmar i Röda armé-fraktionen

Röda armé-fraktionens logotyp.

Medlemmar i Röda armé-fraktionen (RAF).

## Första generationen (1970–1975)

### Grundare, under första generationen
- Andreas Baader (1943–1977)
- Gudrun Ensslin (1940–1977)
- Ulrike Meinhof (1934–1976)

### Övriga medlemmar under första generationen
- Jan-Carl Raspe (1944–1977)
- Horst Mahler (född 1936)
- Holger Meins (1941–1974)
- Astrid Proll (född 1947)
- Ingrid Schubert (1944–1977)
- Thomas "Tommy" Weissbecker (1944–1972)
- Petra Schelm (1950–1971)
- Irmgard Möller (född 1947)
- Christa Eckes
- Angela Luther (född 1940)
- Brigitte Asdonk (född 1947)
- Thorwald Proll (född 1941)
- Horst Söhnlein (född 1943)
- Beate Sturm (1951–?)
- Marianne Herzog (född 1939)
- Norbert Kröcher (1950-2016)

## Andra generationen (1975–1982)

### Före dettaSPK-medlemmar
- Siegfried Hausner (1952–1975)
- Brigitte Mohnhaupt (född 1949)
- Sieglinde Hofmann (född 1945)
- Klaus Jünschke (född 1947)
- Hanna Krabbe (född 1945)
- Friederike Krabbe (född 1950)
- Carmen Roll
- Lutz Taufer (född 1944)
- Elisabeth von Dyck (1951–1979)
- Ulrich Wessel (1946–1975)
- Bernhard Braun

### Före detta medlemmar i2 juni-rörelsen
- Ingrid Barabass (född 1949)
- Ingrid Siepmann (född 1944)
- Juliane Plambeck (1952–1980)
- Rolf Heißler (född 1948)
- Rolf Pohle (1942–2004)
- Gabriele Kröcher-Tiedemann (1951–1995)

### Haag/Mayer-gruppen
- Siegfried Haag (född 1945)
- Roland Mayer (född 1954)
- Peter-Jürgen Boock (född 1951)
- Waltraud Boock
- Knut Folkerts (född 1952)
- Uwe Folkerts (född 1948)
- Christian Klar (född 1952)
- Adelheid Schulz (född 1955)
- Günter Sonnenberg (1954)

### Övriga medlemmar under andra generationen
- Sigrid Sternebeck (född 1949)
- Silke Maier-Witt (född 1950)
- Angelika Speitel (född 1950)
- Volker Speitel (född 1950)
- Willi-Peter Stoll (1950–1978)
- Monika Helbing (född 1953)
- Ekkehard Freiherr von Seckendorff-Gudent (född 1940)
- Christof Wackernagel (född 1951)
- Hans-Peter Konieczny
- Johannes Thimme (1956–1985)
- Susanne Albrecht (född 1951)
- Karl-Heinz Dellwo (född 1952)
- Monika Helbing (född 1953)
- Bernhard Rössner (född 1947)
- Helmut Pohl (1943–2014)
- Michael Knoll (1957–1978)

## Tredje generationen (1982–1993)
- Wolfgang Grams (1953–1993)
- Birgit Hogefeld (född 1956)
- Eva Haule (född 1954)
- Burkhard Garweg (född 1968, efterlyst)
- Daniela Klette (född 1958, efterlyst, gripen 2024)
- Ernst-Volker Staub (född 1954, efterlyst)

## Okategoriserade medlemmar
- Horst Ludwig Meyer (1956–1999)
- Margrit Schiller (född 1948)
- Ralf Friedrich (född 1946)
- Rolf Clemens Wagner (1944–2014)
- Sabine Callsen
- Sigurd Debus (1942–1981)
- Werner Lotze (född 1952)
- Wolfgang Beer (1953–1980)